# Cité Rambaud
La cité de l'Enfant-Jésus, plus connue sous le nom de cité Rambaud, est un ancien ensemble de logements gratuits, pour les vieillards, fondé par l'abbé Camille Rambaud et situé rue Duguesclin, à Lyon dans le quartier de la Guillotière.

## Histoire

### Construction
La construction de la cité fait suite aux inondations françaises de 1856, et plus particulièrement aux crues catastrophiques du Rhône qui ont affecté la ville de Lyon. C'est l'abbé Camille Rambaud (1822-1902), figure du catholicisme social lyonnais, qui a l'idée de ce projet de relogement des victimes des inondations. Le financement du projet, qui ne peut reposer sur le simple don du fait de son envergure, provient de diverses sources. S'il provient en partie de la fortune personnelle des abbés Camille Rambaud et Paul du Bourg, il est également soutenu par un groupe de bourgeois libéraux, qui fournissent au projet la somme de 600 000 francs divisés en 1 200 actions. 
L'emplacement choisi pour sa construction est une parcelle de terrain de 13 000 m2 appartenant aux Hospices civils de Lyon, et située au nord de la Guillotière, dans le quartier des Brotteaux. Le projet, à l'origine, a l'ambition d'être une véritable cité ouvrière inspirée des cités de Charles Fourier.

### Destruction
En 1948, Édouard Herriot estime déjà que ce type d'établissement n'a plus sa place dans le centre-ville, mais c'est en 1957, dans le cadre du projet Moncey-Nord de l'urbaniste Jean Zumbrunnen, que la cité est entièrement détruite pour faire place à des immeubles d'habitation.

## Description
La cité Rambaud est située sur un terrain rectangulaire de 13 000 m2 défini par la rue Duguesclin, la rue Rabelais, la rue Boileau et la rue de Bonnel. 
L'organisation des habitations est inspirée du Phalanstère de Charles Fourier, et a pour but originel de faire cohabiter harmonieusement lieu de travail, logement et services communautaires. La cité est donc composée de cinq bâtiments, dits Saint-Joseph, Saint-Pierre, Saint-Paul, Saint-François et Saint-Louis, répartis sur chacun des côtés du quadrilatères,. Chacun des bâtiments est indépendant et comporte des appartements de une à trois pièces ; les bâtiments ont une entrée sur une galerie intérieure couverte. 
Au centre du quadrilatère se trouve une église,.

## Galerie

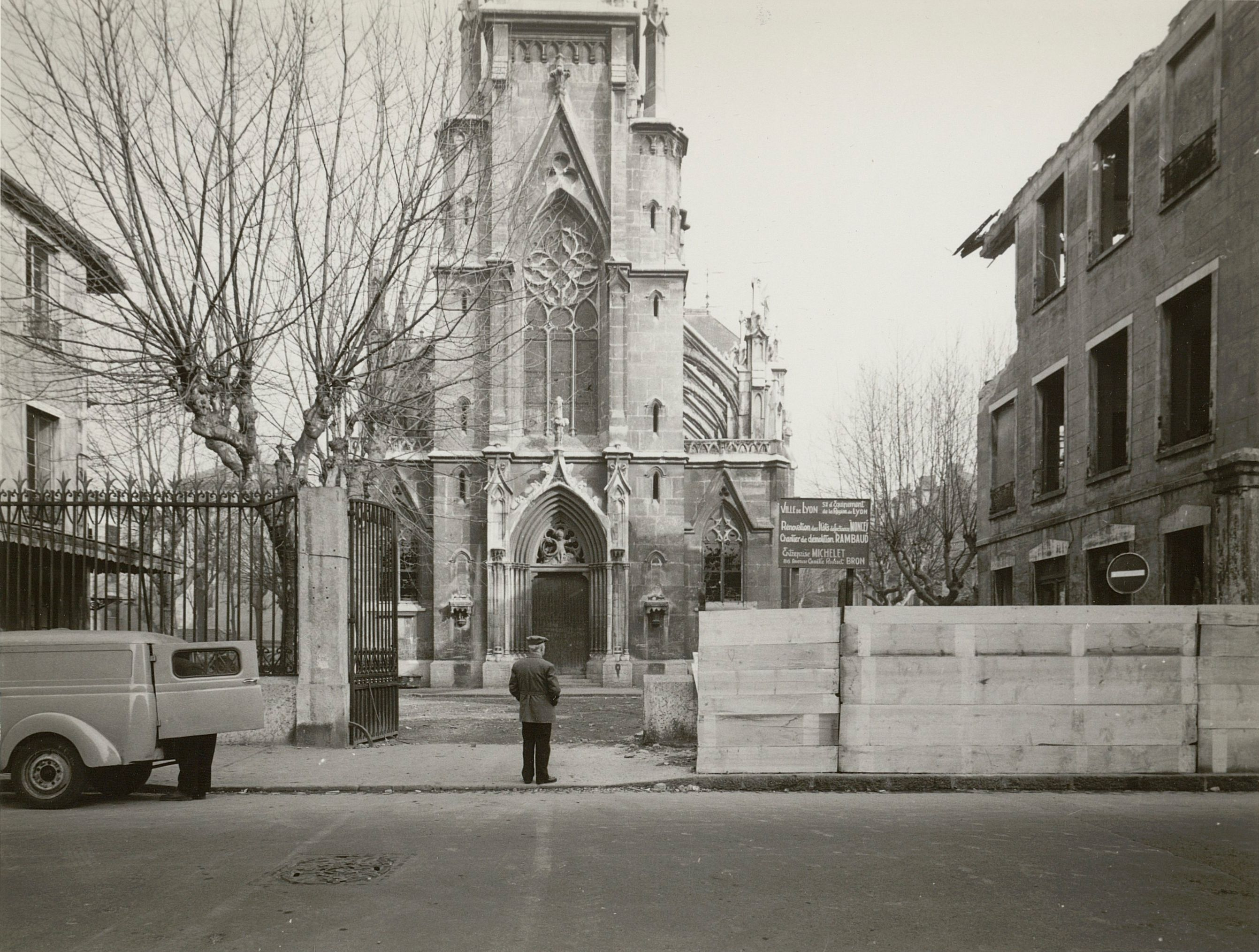
Vue de l'entrée de la cité Rambaud, et de l'église (Lyon)
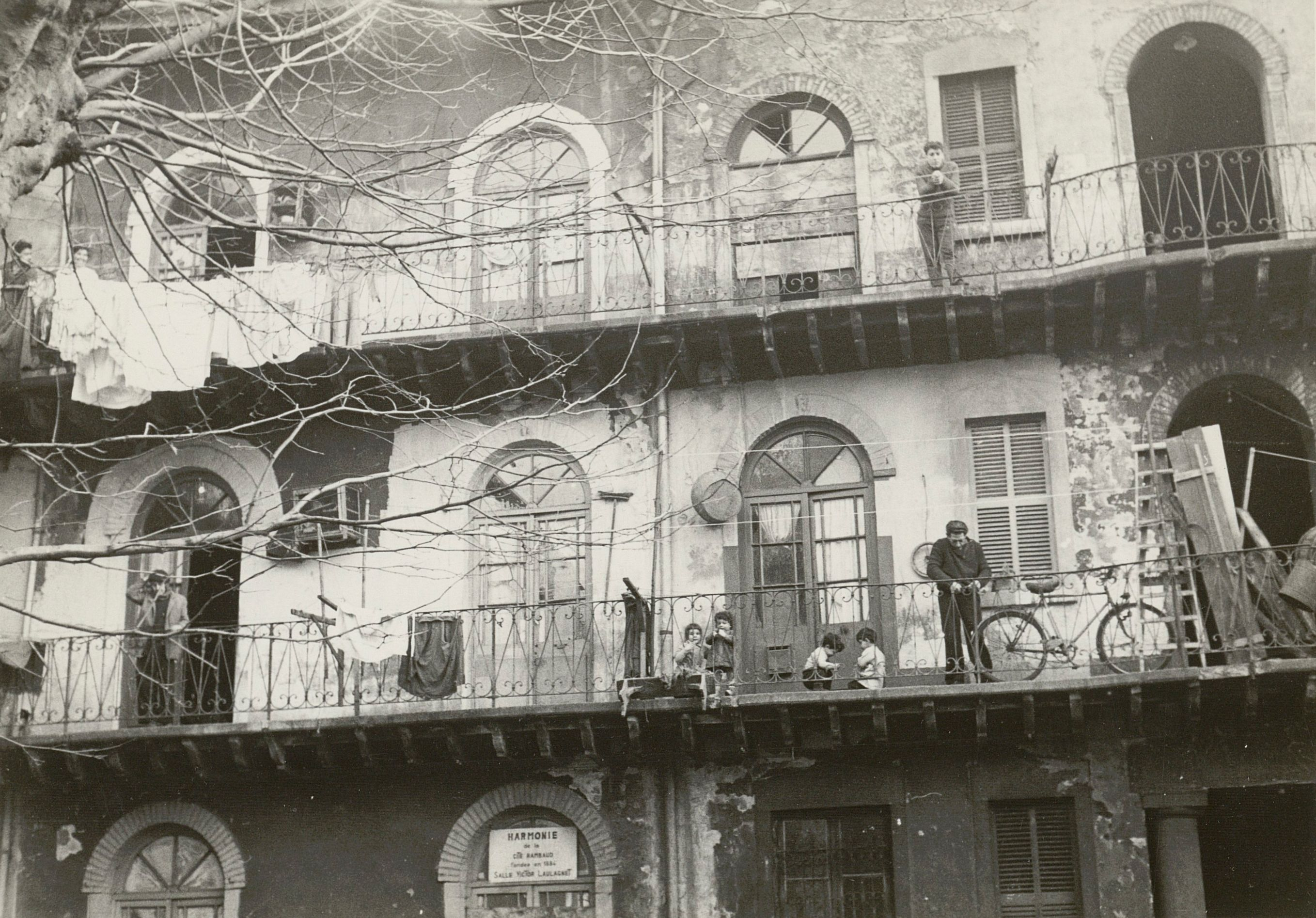
Vue d'un immeuble encore habité peu avant la démolition de la cité Rambaud, à Lyon
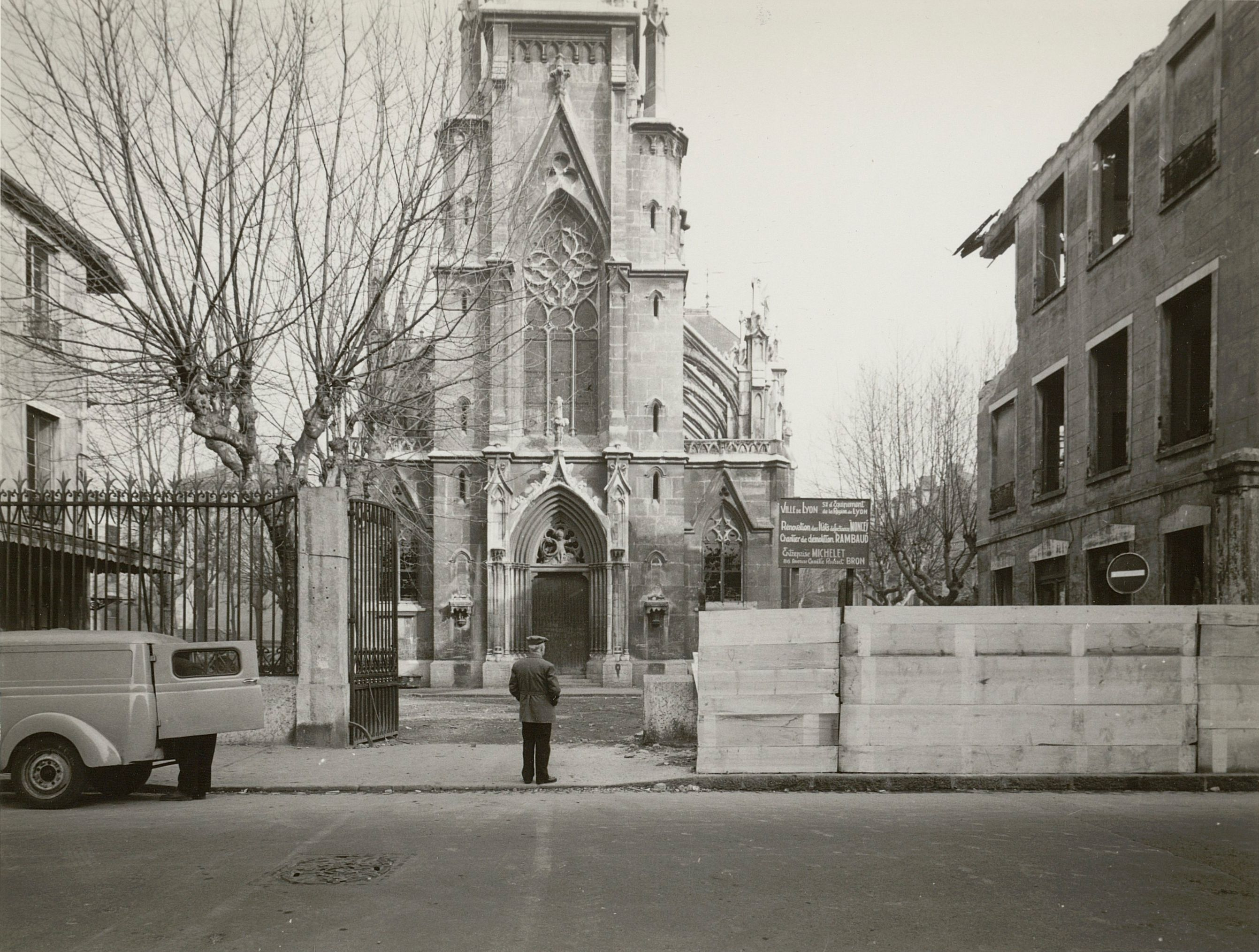
Vue de la démolition de la cité Rambaud, à Lyon
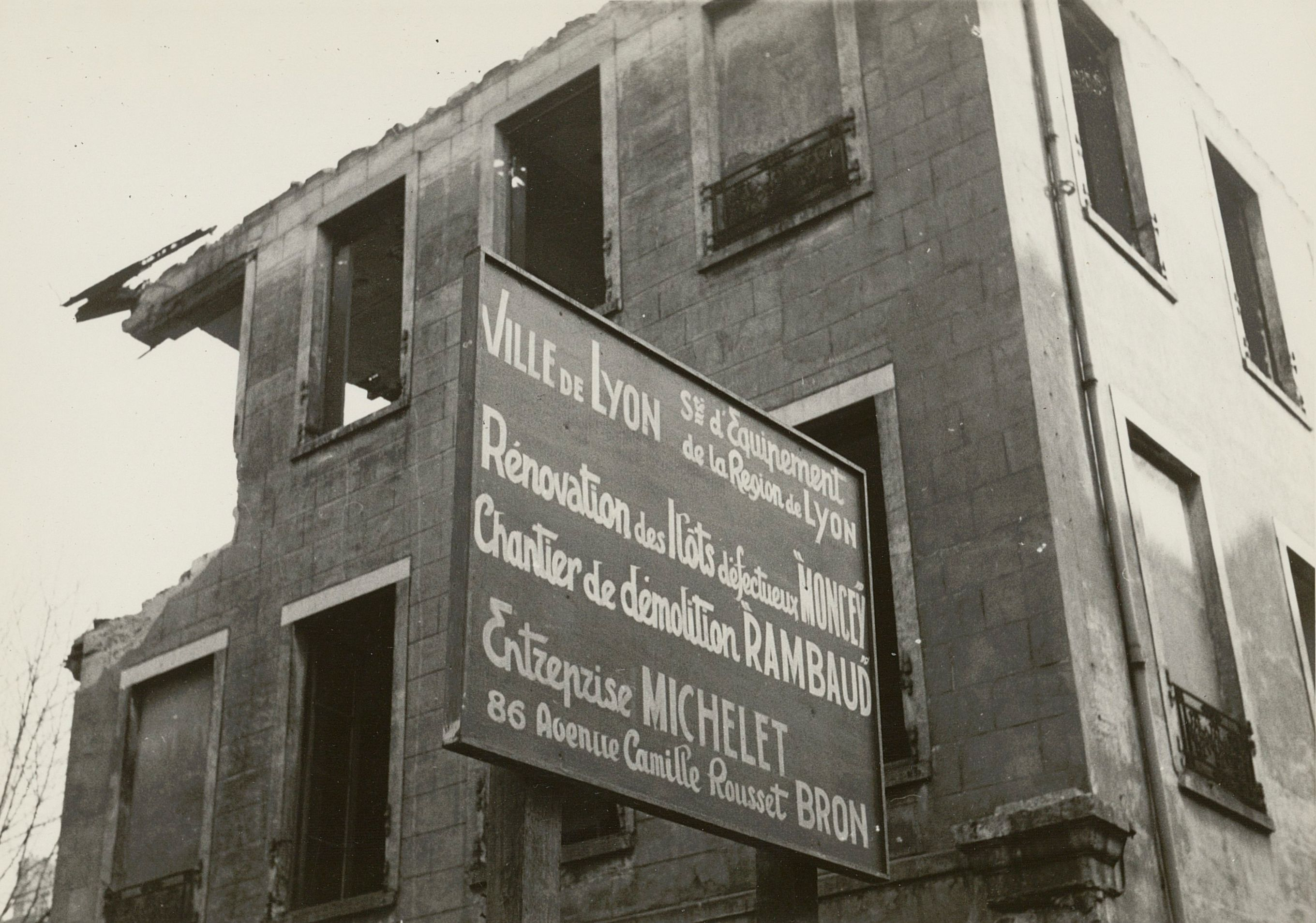
Cité Rambaud (Lyon) - panneau annonçant la démolition de la cité
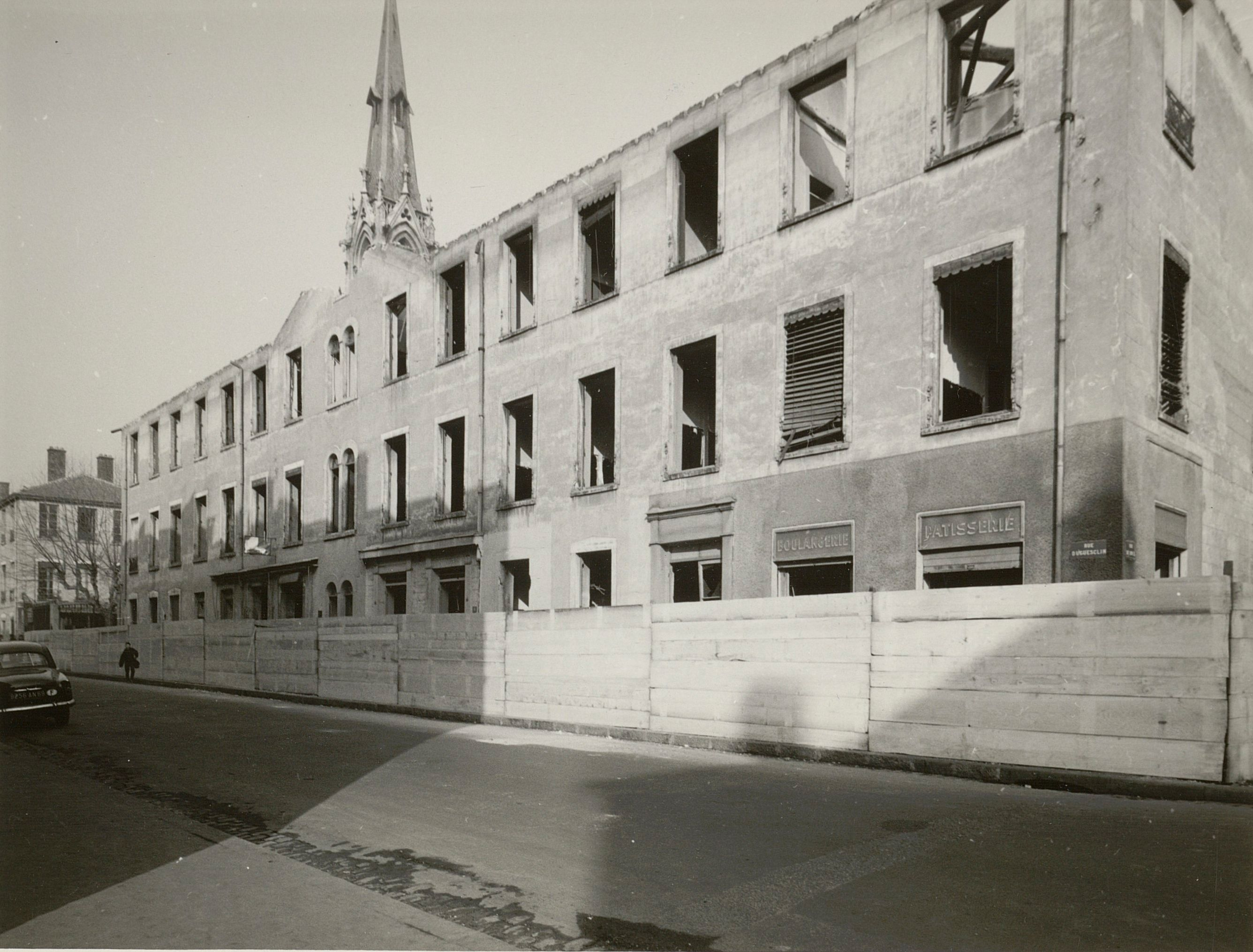
Vue d'une partie de la cité Rambaud (Lyon), derrière les palissades
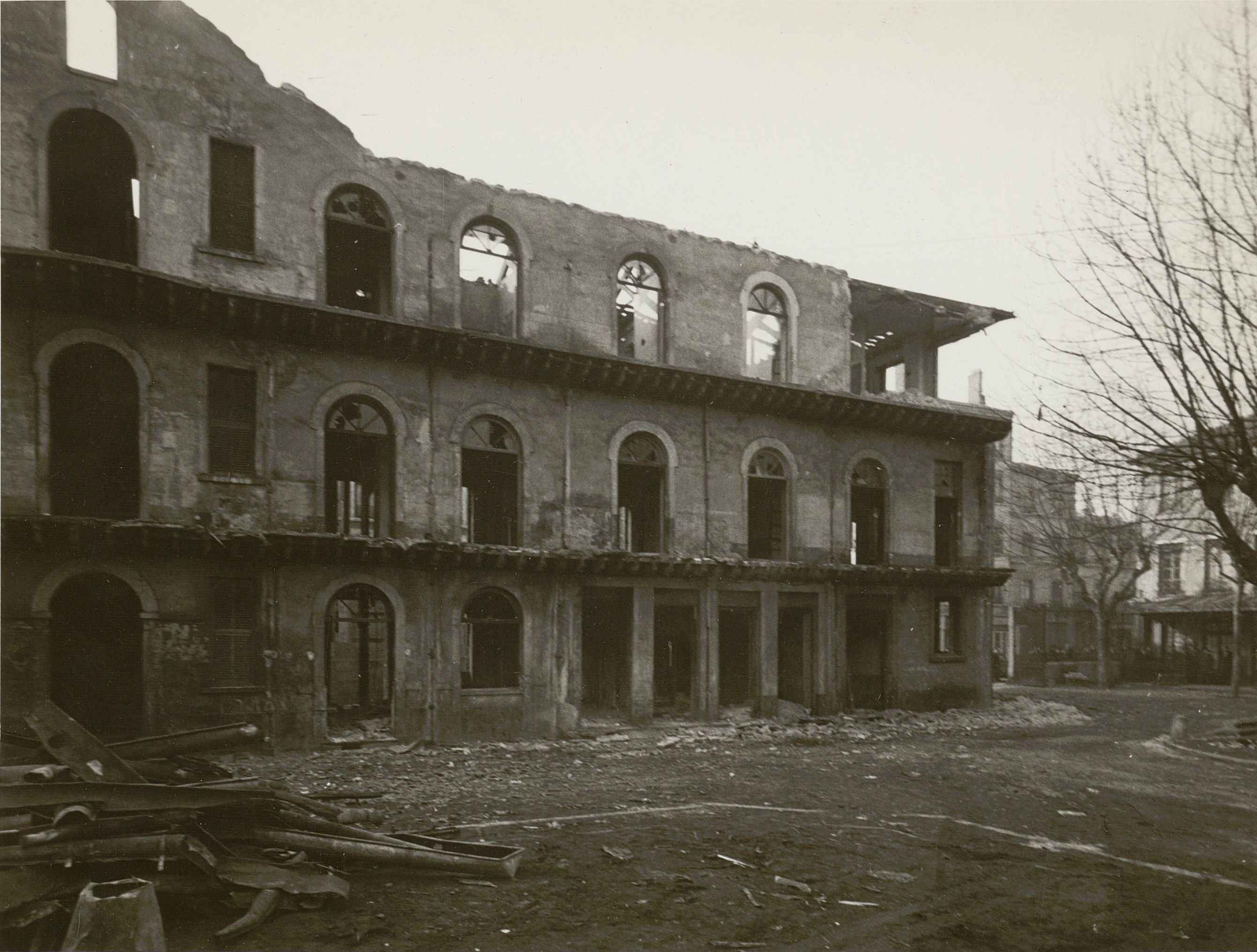
Vue d'un immeuble partiellement détruit de la cité Rambaud, à Lyon.
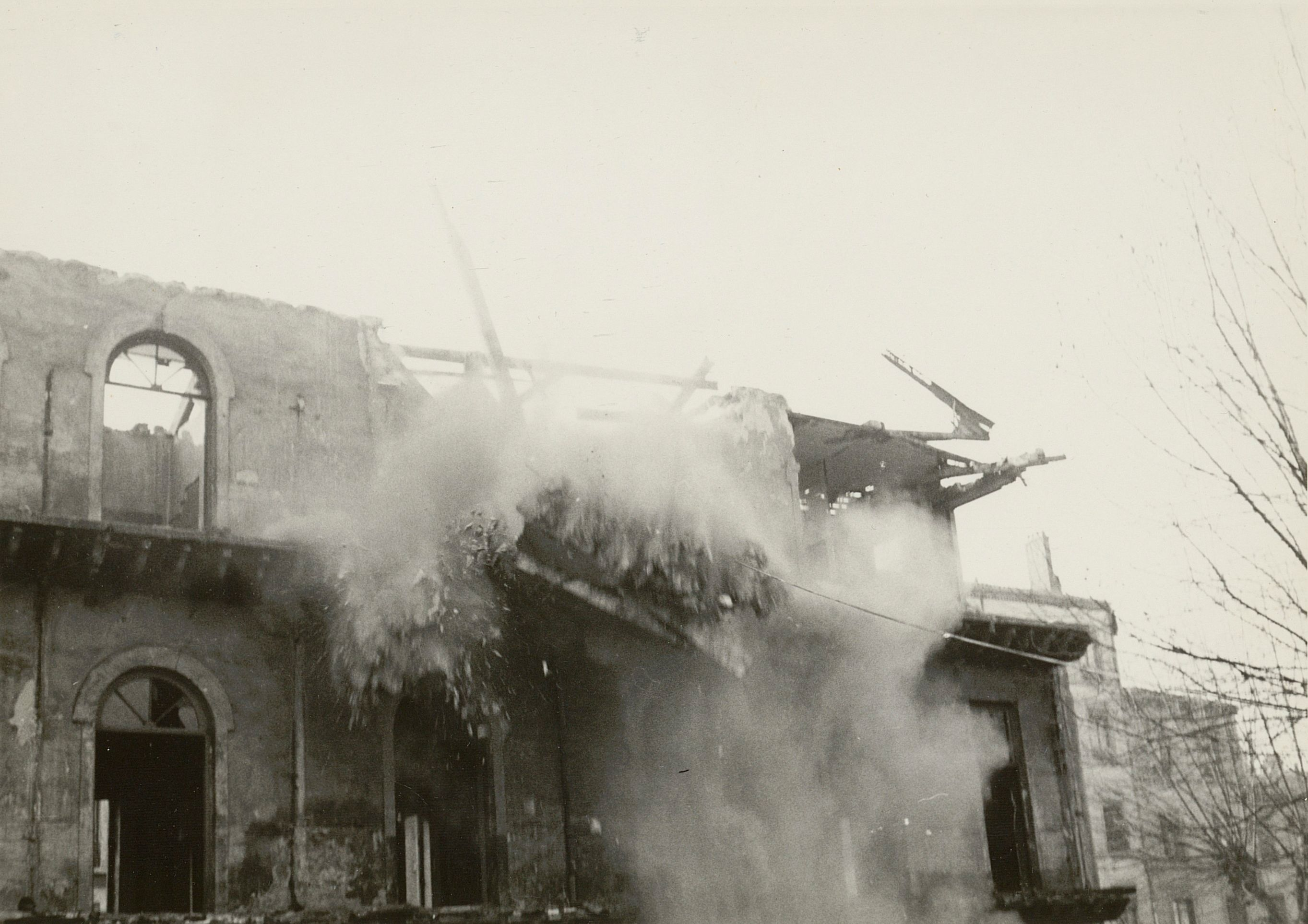
Vue d'un immeuble de la Cité Rambaud (Lyon) en cours de démolition.
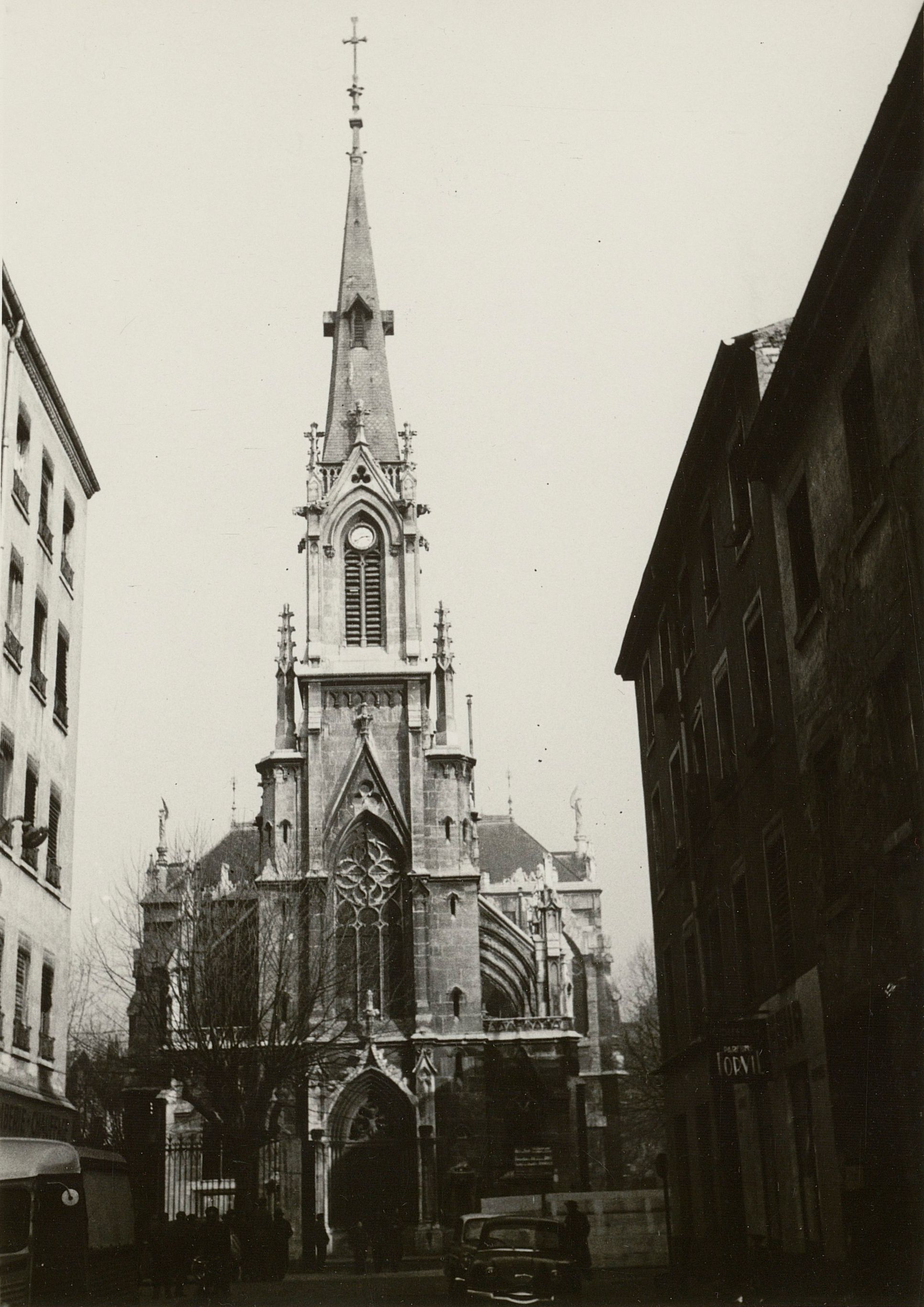
Vue de la façade principale de l'église de la cité Rambaud (Lyon) avant sa destruction.
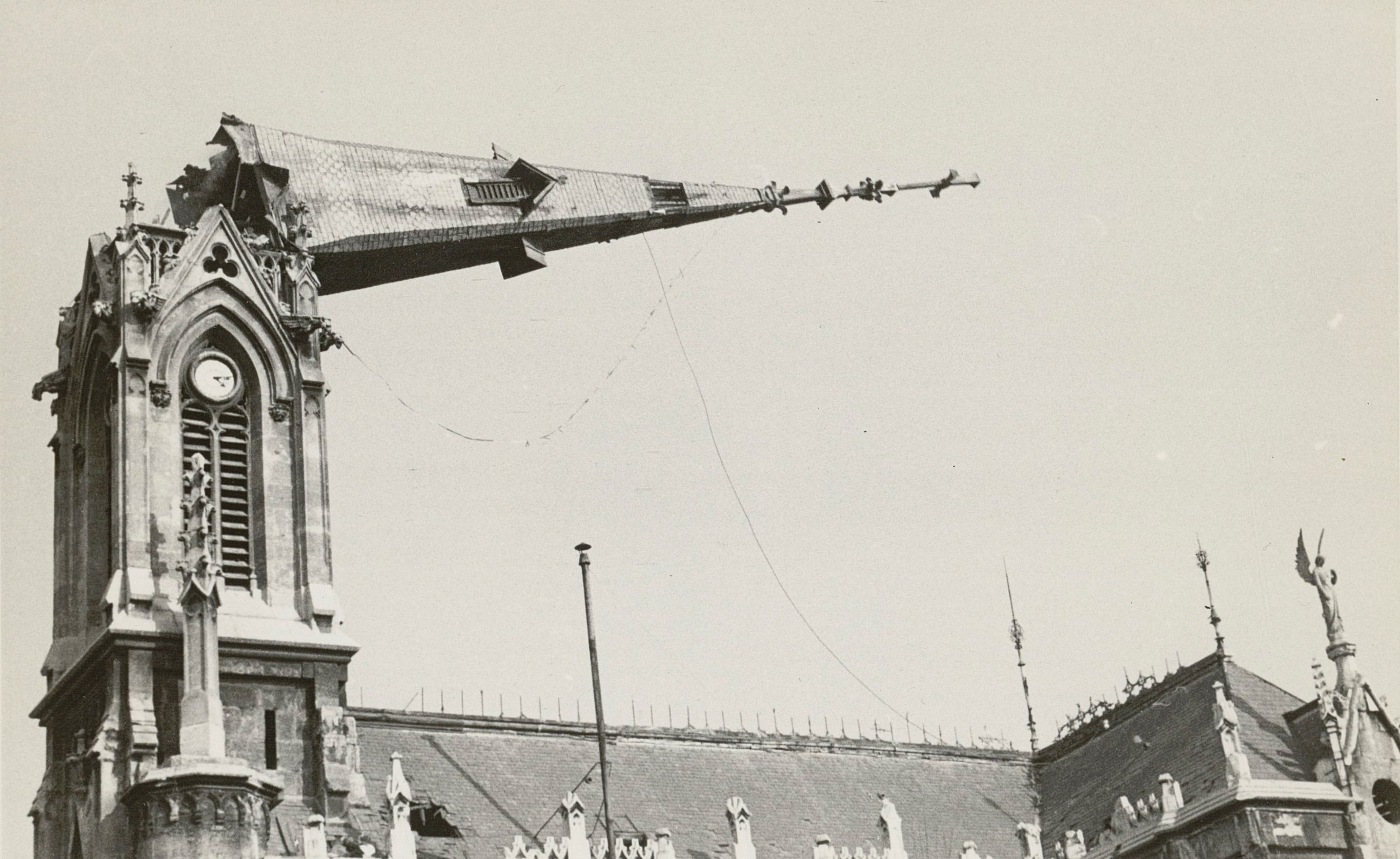
Vue du clocher de l'église de la cité Rambaud (Lyon) pendant sa destruction.
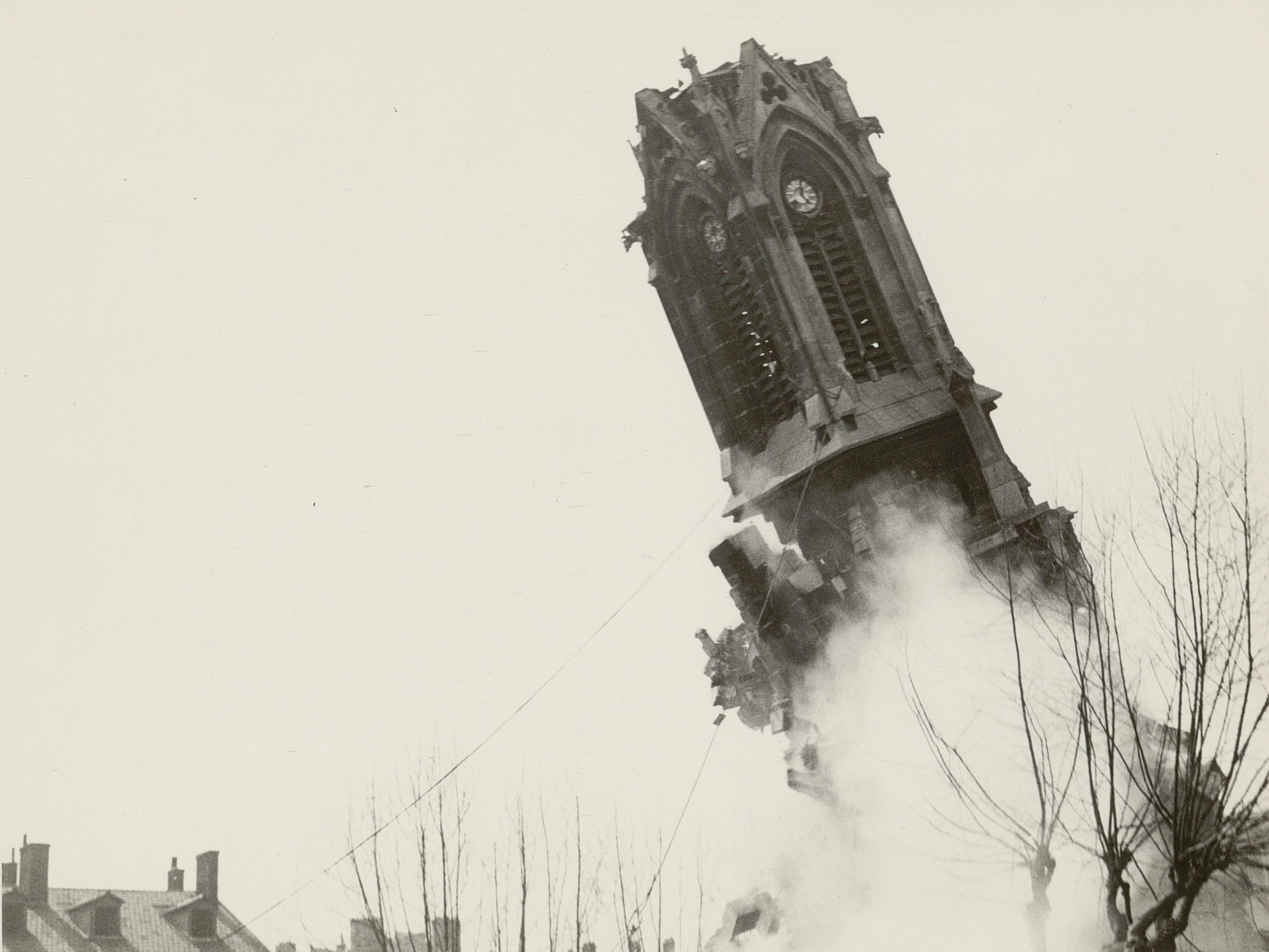
Vue du clocher de l'église de la cité Rambaud (Lyon) pendant sa destruction.